# Strade principali in Svizzera

Il segnale di strada principale

Tavoletta numerata per strade principali

In Svizzera, si definisce strada principale (in tedesco Hauptstrasse; in francese route principale; in romancio via principala) una categoria di strade con diritto di precedenza, definite dal Consiglio federale dopo aver consultato i Cantoni.

## Caratteristiche
Le strade principali, insieme con le "strade aperte soltanto ai veicoli a motore" (autostrade e semiautostrade) costituiscono la rete delle "strade di grande transito", ossatura del trasporto stradale in Svizzera.
Le strade principali sono suddivise in tre gruppi, di importanza decrescente:
- strade principali contrassegnate con tavoletta numerata per strade principali;
- strade principali non contrassegnate con tavoletta numerata per strade principali;
- strade principali aperte a veicoli larghi fino 2,30 m.

La "tavoletta numerata per strade principali", utilizzata solo sulle strade principali di importanza nazionale, è costituita da un numero bianco su sfondo azzurro.

## Elenco
Di seguito si riporta l'elenco delle strade principali.

### Contrassegnate con tavoletta numerata per strade principali
| Numero | Percorso | Note                                                                   |
| ------ | --- | ---------------------------------------------------------------------- |
| 1      | Ginevra - Losanna - Murten - Berna - Rothrist - Lenzburg - Wohlen - Mutschellen - Schönenwerd presso Dietikon - Zurigo (Berner Strasse) - Winterthur - Frauenfeld - Müllheim - Engwilen - Neuwilen - Kreuzlingen - (Costanza)                                                      |                                                                        |
| 2      | (Burgfelden) - Basilea - Muttenz - Liestal - Sissach - Olten - Zofingen - Dagmersellen - Sursee - Lucerna - Küssnacht - Arth - Seewen - Ibach - Brunnen - Göschenen - Andermatt - passo del San Gottardo - Motto Bartola - Airolo - Bellinzona - Lugano - Chiasso - (Como)         |                                                                        |
| 2a     | Dagmersellen - Willisau - Wolhusen - Malters - Renggloch - Kriens - Lucerna |                                                                        |
| 2b     | Küssnacht - Weggis - Vitznau - Gersau - Brunnen |                                                                        |
| 3      | (Weil) - Basilea - Stein - Frick - Brugg - Baden - Zurigo (Berner Strasse) - Wädenswil - Pfäffikon - Näfels - Murg - Walenstadt - Sargans - Coira - Lenzerheide/Lai - Tiefencastel - passo dello Julier/Pass dal Güglia - Silvaplana - passo del Maloia - Castasegna - (Chiavenna) |                                                                        |
| 4      | Bargen - Sciaffusa - Bülach - Zurigo (Leimbach) - Adliswil - Baar - Zugo - Lucerna - Horw - Hergiswil - Sarnen - Brünig - Brienzwiler - strada principale n. 6 |                                                                        |
| 5      | Losanna - Yverdon - Colombier - Neuchâtel - Biel - Soletta - Olten - Aarau - Brugg - Koblenz - (Waldshut) |                                                                        |
| 6      | (Belfort) - Porrentruy - Delémont - Biel - Studen - Worben - Lyss - Zollikofen - Worblaufen - Papiermühlestrasse - Berna - Muri - Münsingen - Thun - Spiez - Interlaken - Brienz - Meiringen - Innertkirchen - Guttannen - passo del Grimsel - Gletsch                             |                                                                        |
| 7      | (Weil) - Basilea - Stein - Laufenburg - Koblenz - Bad Zurzach - Kaiserstuhl - Winterthur - Wil - San Gallo - Rorschach - St. Margrethen - Rheinstrasse - confine (ufficio doganale) - (Bregenz)                                                                                    |                                                                        |
| 8      | San Gallo - Herisau - Waldstatt - Lichtensteig - Wattwil - Ricken - Rapperswil - Pfäffikon - Sattel - Svitto - Ibach - Ingenbohl |                                                                        |
| 9      | (Pontarlier) - Vallorbe - La Sarraz - Cossonay - Losanna - Vevey - Aigle - Martigny - Sion - Briga - passo del Sempione - Gondo - (Domodossola) |                                                                        |
| 10     | (Pontarlier) - Les Verrières - Fleurier - Boveresse - Couvet - Neuchâtel - Kerers - Berna - Langnau - Wolhusen - Emmenbrücke - Lucerna |                                                                        |
| 11     | Vionnaz (strada principale n. 21) - raccordo N 9 Aigle - Aigle - Le Sépey - Col des Mosses - Château-d'Oex - Saanen - Zweisimmen - Spiez - Interlaken - Innertkirchen - passo del Susten - Wassen                                                                                  |                                                                        |
| 12     | Vevey - Bulle - Posieux - Friburgo - Berna - Soletta - Balsthal - Langenbruck - Liestal - Muttenz - Basilea - (Saint-Louis) |                                                                        |
| 13     | (Waldshut) - confine - Trasadingen - Neunkirch - Neuhausen am Rheinfall - Sciaffusa - Feuerthalen - Steckborn - Kreuzlingen - Romanshorn - Rorschach - Altstätten - Buchs - Sargans - Coira - Thusis - Hinterrhein - passo del San Bernardino - Mesocco - Bellinzona - Brissago    | Fra Hinterrhein e Mesocco la larghezza massima segnalata è di 2,30 m   |
| 14     | (Stühlingen) - confine - Schleitheim - Neuhausen am Rheinfall - Sciaffusa - Frauenfeld - Sulgen - Romanshorn |                                                                        |
| 15     | (Gottmadingen) - confine - Thayngen - Sciaffusa - Feuerthalen - Winterthur - Turbenthal - Wald - Rapperswil |                                                                        |
| 16     | (Costanza) - Tägerwilen - Märstetten - Wil - Wattwil - Wildhaus - Buchs - (Feldkirch) | La strada attraversa anche il Principato del Liechtenstein             |
| 17     | Leibstadt - Döttingen - Dielsdorf - Zurigo - Rapperswil - Uznach - Niederurnen - Glarona - Schwanden - Luchsingen - Linthal - passo del Klausen - Bürglen Brügg | Fra Linthal e Bürglen Brügg la larghezza massima segnalata è di 2,30 m |
| 18     | La Chaux-de-Fonds - Saignelégier - Glovelier - Delémont - Laufen - Basilea - (Weil) |                                                                        |
| 19     | Brig - Gletsch - passo della Furka - Realp - Andermatt - sommità del passo dell'Oberalp/Cuolm d'Ursera - Disentis/Mustér - Ilanz - Flims - Reichenau | Fra Gletsch e Realp la larghezza massima segnalata è di 2,30 m         |
| 20     | (Morteau) - Le Locle - La Chaux-de-Fonds - Neuchâtel |                                                                        |
| 21     | St-Gingolph - Monthey - Bex - St-Maurice - Martigny - Orsières - Grand St-Bernard - (Aosta) |                                                                        |
| 22     | Murten - Lyss - Büren an der Aare - Soletta - Wiedlisbach - Herzogenbuchsee |                                                                        |
| 23     | Kirchberg - Burgdorf - Ramsei - Huttwil - Sursee - Beromünster - Reinach - Unterkulm - Suhr - Aarau |                                                                        |
| 24     | Sursee - Schöftland - Aarau - Staffelegg - Frick |                                                                        |
| 25     | Aarau - Lenzburg - Sins - Zugo - Arth |                                                                        |
| 26     | Wildegg - Lenzburg - Seon - Boniswil - Beinwil am See - Gelfingen - Hochdorf - Eschenbach - Emmenbrücke |                                                                        |
| 27     | Silvaplana - St. Moritz - Samedan - Zuoz - Zernez - Scuol - Martina - Vinadi |                                                                        |
| 28     | Landquart - Klosters - Davos - passo della Flüela - Susch - Zernez - passo del Forno/Pass dal Fuorn - Müstair |                                                                        |
| 29     | Samedan - Pontresina - passo del Bernina - Poschiavo - Campocologno - (Tirano) |                                                                        |
| 30     | La Cibourg - Sanceboz - Moutier - Balsthal |                                                                        |